# Creating a Character: The Moni Yakim Legacy
Creating a Character: The Moni Yakim Legacy es un documental estadounidense de 2020, dirigido por Rauzar Alexander, a cargo de la musicalización estuvo Ryan Bullet Shields y el elenco está compuesto por Jessica Chastain, Oscar Isaac, Kevin Kline y Michael Stuhlbarg, entre otros. Esta obra se estrenó el 19 de junio de 2020.

## Sinopsis
Jessica Chastain y Alex Sharp son algunos de los actores que se han formado con Moni Yakim en Juilliard, una notable escuela de artes escénicas de Estados Unidos. Se pueden ver entrevistas a Laura Linney, Anthony Mackie y Kevin Kline, además se muestran clases de teatro donde Moni y su mujer enseñan con mucha dedicación.